# Hugo Montenegro
Hugo Mario Montenegro, född 2 september 1925, död 6 februari 1981, var en amerikansk orkesterledare och kompositör av filmljudspår. Hans mest kända verk är tolkningar av musiken från spaghettiwesterns; särskilt hans coverversion av Ennio Morricones huvudtema från filmen The Good, the Bad and the Ugly från 1966. Montenegro komponerade partituret till 1969 års Western Charro!, som spelade Elvis Presley. Han skrev också för olika tv-serier, framför allt temat " Jag drömmer om Jeannie "

## Biografi
Montenegro föddes i New York City 1925. I mitten av 1950-talet regisserade, dirigerade och arrangerade han orkestern för Eliot Glen och Irving Spice på deras skivbolag Dragon och Caprice. Montenegro anställdes senare av Time Records som musikalisk regissör där han producerade en serie album för skivbolaget innan han flyttade till Los Angeles i början av 1960-talet. Han började där arbeta för RCA Victor och producerade en serie album och ljudspår för filmer och diverse tv-teman; till exempel två volymer av Music From The Man From UNCLE, ett album med coverversioner av spionmusikteman Come Spy With Me och ett album med coverversioner av Ennio Morricones musik till Sergio Leones Dollars Trilogy.  Under mitten av 1960-talet började han producera några av de mest kända verken från rymdålderns pop-era, med elektronik och rock i album som Moog Power och Mammy Blue.
Montenegros elektroniska verk var avgörande och inflytelserika för framtida generationer av elektroniska musiker, och producerade ett retro/futuristiskt ljud med hjälp av Moog-synthesizer och hjälpte till att popularisera instrumentet. I slutet av 1970-talet orsakade ett svår emfysem slutet på hans musikaliska karriär, och han dog av sjukdomen 1981.